# Элтентон, Джордж
Джордж Чарльз Элтентон (англ. George Charles Eltenton, 1905 – 1991) — британский физик, специализирующийся на химической физике, пионер масс-спектрометрии, член Лондонского общества физиков. Он и его жена попали под подозрение в том, что были агентами СССР, разыскивавшими секреты американской атомной бомбы. Его имя назвал Роберт Оппенгеймер в интервью Комиссии по атомной энергии , в результате которого Оппенгеймер был лишен допуска к секретной информации в так называемом инциденте Шевалье.

## Профессиональная деятельность
После окончания университета в 1930 году начал работать в Британском научно-исследовательском институте хлопка. 
В 1931 году после летнего визита к другу, которого он знал по Кембриджу, Юлию Борисовичу Харитону, ему предложили в Институте проблем химической физики в Ленинграде должность, которую он занимал с 1933 по 1938 год. Он покинул СССР только во время Большого террора, когда возникли подозрения в отношении иностранцев. Как и у многих других иностранных специалистов, его виза не была продлена, поэтому он вернулся в Англию.
В том же году он опубликовал в журнале Nature статью, показывающую первую идентификацию свободных радикалов с помощью масс-спектрометра. Элтентон был приглашен в Shell Development Corporation в Калифорнии для создания одного из первых американских масс-спектрометров. Здесь он занимался масс-спектрометрией свободных радикалов.
В 1947 году он вернулся в Англию, устроившись на работу в лаборатории Shell plc в порту Элсмир, позже перейдя в физическую лабораторию нефтеперерабатывающего завода Стэнлоу и получив ряд патентов.

## Личная жизнь
Элтентон родился 14 апреля 1905 года в Манчестере и изучал физику в Кембриджском университете. Женился на Аде Доротее Гамильтон (1904–2001). У них было трое детей: сын Майкл и две дочери, Энн и Джейн. Энн стала балериной под сценическим псевдонимом Аня Линден. Джейн родилась в России. 
Элтентон умер 26 апреля 1991 года в Хесволле, Мерсисайд, Великобритания.

### СССР 1933–1938 гг.
Доротея Элтентон написала книгу, описывающую жизнь их семьи в СССР. Это было счастливое время, несмотря на более трудные условия по сравнению с Англией. Она с восхищением пишет о социалистическом обществе, развитие которого Элтентоны наблюдали по мере его становления. Ей импонировали его общинный дух, гендерное равенство, демократическое участие людей в принятии решений на местах работы и общественной жизни. В особенности они ценили бесплатное образование и бесплатное медицинское обслуживание. Ее опыт родовспоможения и послеродового ухода выгодно отличался от опыта в Великобритании за десять лет до появления Национальной службы здравоохранения.
В отпуске Джордж Элтентон увлекался мотоциклами и скалолазанием.

### США 1938–1947 гг.
Элтентон был поклонником СССР. Он и его жена проводили лекции о жизни в России в Калифорнийской трудовой школе (California Labor School) и активно работали в Американо-русском институте. Он был профсоюзным активистом Федерации архитекторов, инженеров, химиков и техников в компании Shell и был на встрече, на которой Роберт Оппенгеймер призвал к созданию секции в Национальной лаборатории имени Лоуренса Беркли.
В 1939 году, с началом Второй мировой войны, он обратился в британское посольство стать добровольцем на фронт, но ему отказали, поскольку его работа в нефтяной компании лучше раскрывает его таланты. В 1941 году в СССР вторглась Германия. Элтентонн и его жена стали активными членами Общества помощи России в войне и были недовольны недостаточным партнерством между США и СССР.
В мае 1942 года, после того как США вступили в войну, став союзником СССР, Элтентоны пригласили на обед Петра Иванова, третьего секретаря советского консульства. Именно там Иванов поднял вопрос о возможности обмена между атомными исследованиями США и СССР. Он предложил имена трех ученых, которые могли бы быть готовы обмениваться информацией, если можно было бы гарантировать конфиденциальность. Элтентон сомневался, но согласился попросить общего друга Хокона Шевалье предложить такую идею Оппенгеймеру. Шевалье сообщил, что Оппенгеймер не заинтересовался предложением, но когда в 1946 году Оппенгеймер раскрыл факт этого разговора, Элтентон был допрошен ФБР.

### После 1947 года
Вскоре после того, как имена четы Элтентонов как свидетелей стали фигурировать в расследовании Комитета Палаты представителей по расследованию неамериканской деятельности, Элтентоны вернулись в Англию. Сначала он занял руководящую должность в лаборатории физических исследований Shell, но после расследования МИ-5 был переведен в область, связанную исключительно с работой нефтеперерабатывающего завода. 

## Публикации
- Eltenton, G. C. (1938). Direct Evidence for the N2H+ Ion in the Discharge Reaction between N2 and H2. Nature. 141 (3578): 975–976. Bibcode:1938Natur.141..975E. doi:10.1038/141975b0.
- Eltenton, G. C. (1942). The Detection of Free Radicals by Means of a Mass Spectrometer. Journal of Chemical Physics. 10 (6). Bibcode:1942JChPh..10..403E. doi:10.1063/1.1723738.
- Eltenton, G. C. (1947). The Study of Reaction Intermediates by Means of a Mass Spectrometer Part I. Apparatus and Method. Journal of Chemical Physics. 15 (7): 455–481. Bibcode:1947JChPh..15..455E. doi:10.1063/1.1746565.
- Eltenton, G. C. (1954). Some instruments for quality control in petroleum refineries. Journal of Applied Chemistry. 4 (5): 245–256. doi:10.1002/jctb.5010040503.